# روتا جدمنتاز
روتا جدمنتاز (بالإنجليزية: Ruta Gedmintas)‏؛ ممثلة بريطانية، ولدت في 24 أغسطس 1983 بكانتربيري في المملكة المتحدة.

## أعمال

### مسلسلات
- أسرة تيودور

## وصلات خارجية
- روتا جدمنتاز على موقع IMDb (الإنجليزية)
- روتا جدمنتاز على موقع ميتاكريتيك (الإنجليزية)
- روتا جدمنتاز على موقع روتن توميتوز (الإنجليزية)
- روتا جدمنتاز على موقع قاعدة بيانات الأفلام العربية
- روتا جدمنتاز على موقع ألو سيني (الفرنسية)
- روتا جدمنتاز على موقع تيرنر كلاسيك موفيز (الإنجليزية)
- روتا جدمنتاز على موقع أول موفي (الإنجليزية)
- روتا جدمنتاز على موقع قاعدة بيانات الأفلام السويدية (السويدية)
- روتا جدمنتاز على موقع قاعدة بيانات الفيلم (الإنجليزية)
- روتا جدمنتاز على موقع كينوبويسك (الروسية)